# Miriam Welte
Miriam Welte (Kaiserslautern, 9 de dezembro de 1986) é uma ciclista de pista alemã.

## Biografia
No Campeonato Mundial 2012, em Melbourne, Welte tornou-se campeã na velocidade por equipes, junto com Kristina Vogel, quebrando por 2 vezes o recorde mundial.
Em 22 de junho de 2012, ela estabeleceu um novo recorde mundial de 10.643 segundos na prova de velocidade individual.
Foi campeã e recebeu a medalha de ouro na velocidade por equipes nos Jogos Olímpicos de Londres 2012.

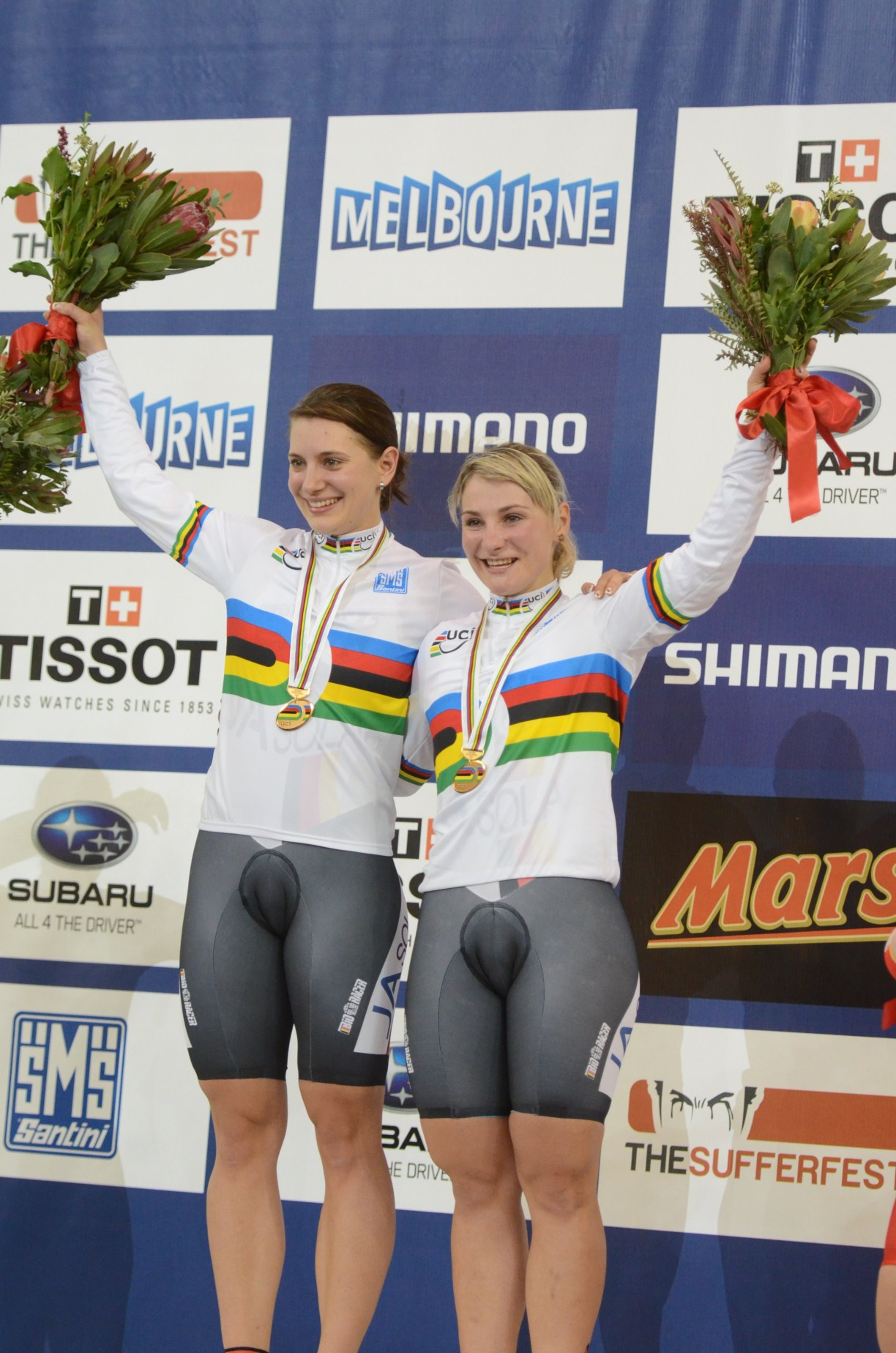
Welte e Kristina Vogel recebendo a medalha de ouro no Campeonato Mundial 2012.